# Douze apôtres de l'Irlande
Pour les articles homonymes, voir Douze Apôtres (homonymie).

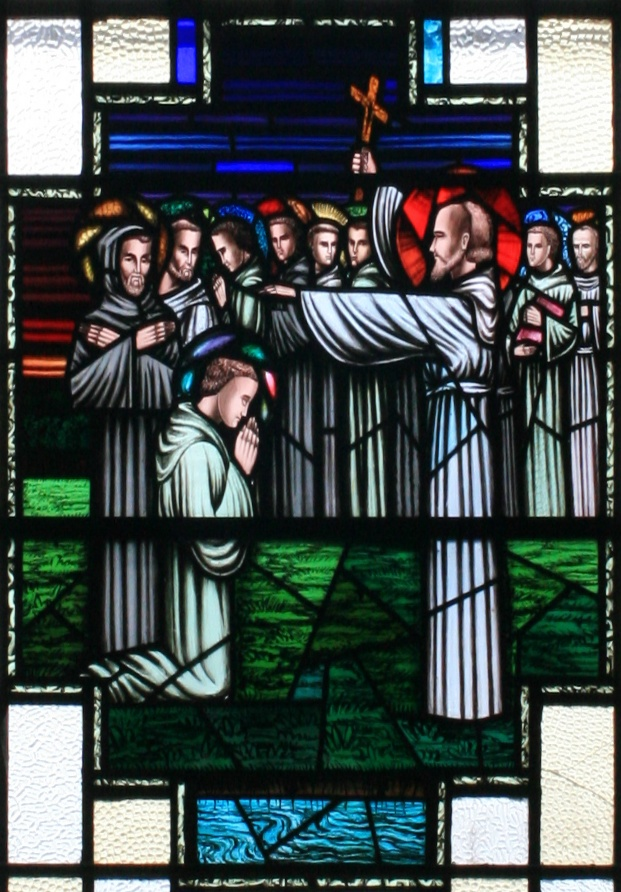
Saint Finnian bénissant les Douze apôtres de l'Irlande.

Les Douze apôtres de l'Irlande, aussi connus sous l'appellation des Douze apôtres d'Erin, sont douze saints catholiques du VIe siècle, tous moines ayant étudié sous la tutelle de Finnian de Clonard dans sa fameuse école monastique de l'abbaye de Clonard, maintenant à Clonard dans le comté de Meath en Irlande.

## Les douze apôtres
- Finnian de Clonard
- Ciarán de Saighir
- Ciarán de Clonmacnoise
- Brendan de Birr
- Brendan de Clonfert
- Colomba de Terryglass
- Colomba d'Iona
- Mobhí de Glasnevin
- Ruadhan de Lorrha
- Senan d'Inis Cathay
- Ninnidh de Lough Erne
- Lasserian de Devenish (Lasserian mac Nadfraech)
- Canice d'Aghaboe